# Польский институт в Тбилиси
Польский институт в Тбилиси (пол. Instytut Polski w Tbilisi, груз. პოლონური ინსტიტუტი თბილისში) — польское научно-культурное учреждение из сети польских институтов, основанное в 2018 году в Тбилиси и находящееся в подчинении Министерства иностранных дел Польши.

## Миссия и деятельность
Миссия Института заключается в популяризации польской культуры и искусства в Грузии.
Официальное открытие Института состоялось 5 ноября 2018 года при участии маршала польского Сейма Марека Кухцинского и ряда других официальных лиц Польши и Грузии.
В ведении Института находится библиотека, насчитывающая более 10 000 томов и расположенная в здании Национальной парламентской библиотеки Грузии. Также в библиотеке, в Зале польского искусства и литературы им. Генрика Гриневского, проводятся постоянно действующие бесплатные курсы польского языка, организованные Польским институтом в Тбилиси.
Польским институтом в Тбилиси учреждён приз имени Зигмунта Валишевского для лучшего грузинского современного художника. Премия вручается каждые два года. Победитель получает премию в размере 3000 евро и статуэтку по мотивам работ Зигмунта Валишевского.
В числе партнёров Института — Грузинский национальный музей, Национальное агентство по охране культурного наследия Грузии, Тбилисская государственная консерватория имени Вано Сараджишвили, Кутаисский государственный исторический музей, Национальная парламентская библиотека Грузии.
Директором Института является Магдалена Войдасевич.